# Josip Wessely
Josip Wessely (Beč, 6. ožujka 1814. – Beč, 10. listopada 1898.), austrijski šumarski stručnjak, jedan od najpoznatijih svog doba. Djelovao i u Hrvatskoj.

## Životopis
Rodio se u Beču. U rodnom gradu pohađao je Politehniku i Sveučilište. U Beču je završio šumarske znanosti završio na carskom kraljevskom Šumarskom učilištu. 1852. godine osnovao je moravsko-šlesko Šumarsko učilište u Ausseu. Učilište je organizirao i bio mu prvi nastavnik za šumarstvo. Četiri je godine bio direktorom Šumarske akademije u Mariabrunnu kraj Beča. Poslan u Hrvatsku u Vojnu krajinu. Ondje je organizirao pošumljivanje krša. Zaslužan zbog izrade Osnove za krajiške šume. Zatim je poslan u Banat gdje je organizirao stabilizaciju i privođenje kulturi živoga pijeska. Potaknuo je osnutak Kraljevskoga nadzorništva za pošumljivanje krajinskoga područja u Senju, 1878. Od 1877. godine počasnim članom Hrvatsko-slavonskoga šumarskog društva.
U 19. bečkom okrugu Döblingu nalazi mu se spomenik (Joseph-Wessely-Denkmal) sa sjeverne strane Linnéplatza, pored Svečilišta za kulturu tla. Djelo je Rudolfa Weyra. Otkriven je 16. svibnja 1908. godine.